# Elie Lainé

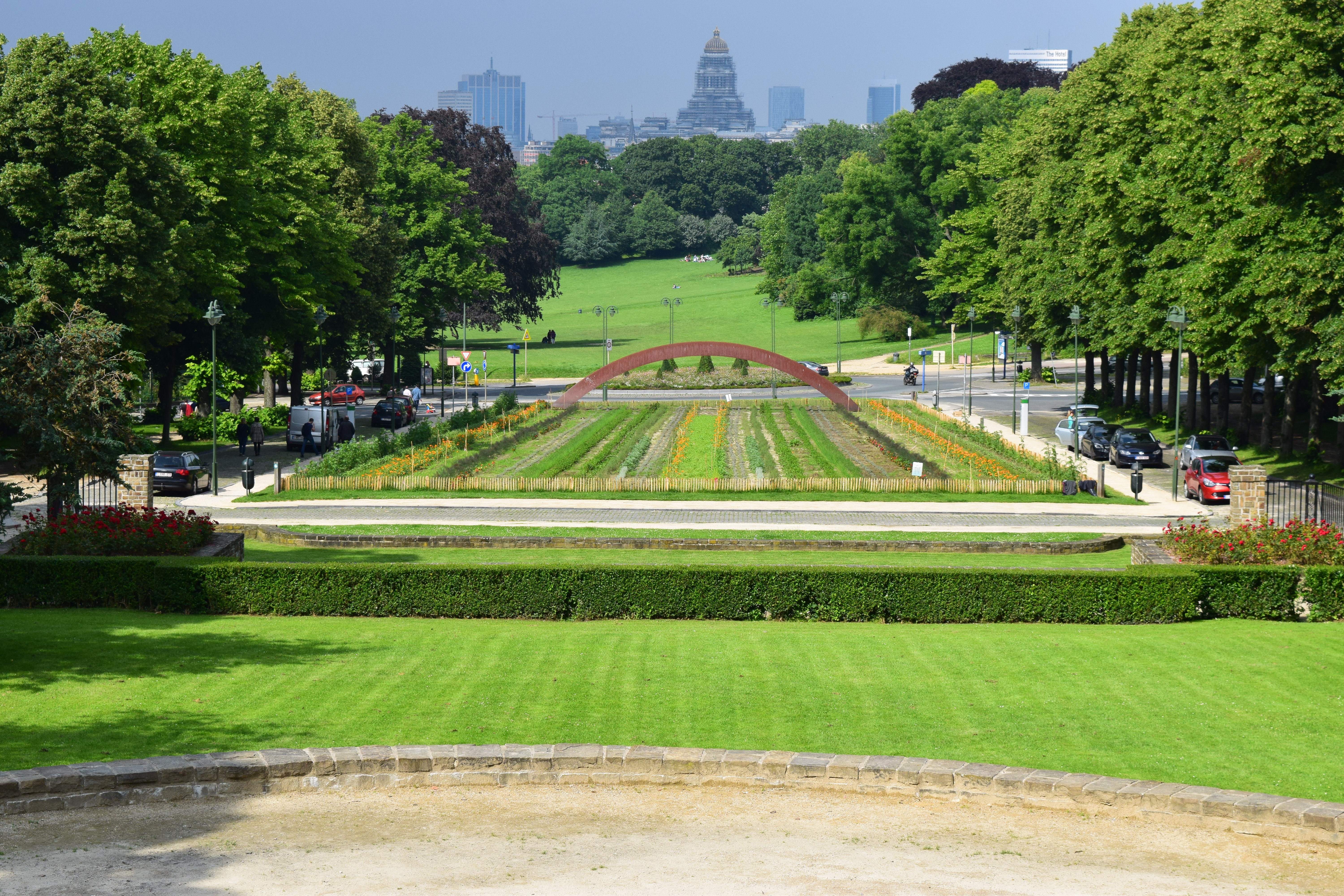
Het Lainésquare in Vorst

Elie Lainé (Brain-sur-l'Authion, 11 januari 1829 - aldaar, 1911) was een Frans landschapsarchitect. Hij wordt vooral herinnerd voor de aanleg van het domein van Waddesdon Manor, de herinrichting van de tuinen van het Kasteel van Vaux-le-Vicomte en de creatie van talrijke parken in dienst van Leopold II, de koning van België.

## Biografie
Lainé werd in 1829 geboren in het Noord-Franse Loirestadje Brain-sur-l'Authion, waar de meeste van zijn familieleden kleinschalige landbouwers waren. In zijn twintiger jaren was hij tuinman in Angers. Hij bracht het tot landschapsarchitect en verhuisde naar de Petit-Montrougewijk van Parijs. Daar leefde en werkte hij van 1879 tot 1898. Lainé trouwde nooit en keerde na zijn pensioen terug naar zijn geboortestad Brain-sur-l'Authion, waar hij een groot landhuis had in een zelf ontworpen domein. Daar stierf hij in 1911 op 82-jarige leeftijd.

## Projecten in Engeland en Frankrijk
Zijn eerste grootschalige project was voor Ferdinand de Rothschild, wiens huis in Waddesdon Manor (Buckinghamshire) ontworpen was door de Parijse architect Hippolyte Destailleur. Lainé werkte minstens elf jaar aan Waddesdon. Hij legde wegen en terrassen aan, liet volgroeide bomen planten en hielp de site transformeren van een wilde, modderige heuvel tot een van de mooiste tuinen van Engeland.
In Vaux-le-Vicomte was Lainé in dienst van de nieuwe kasteeleigenaar, Alfred Sommier. Vanaf omstreeks 1876 restaureerde hij er de klassieke tuinen ontworpen door André le Nôtre in het midden van de 17e eeuw. Terwijl alweer Hippolyte Destailleur het kasteel aanpakte, werkte Lainé aan het domein dat al vele jaren verwaarloosd was. Hij liet kilometers leidingen trekken zodat de twintig waterwerken terug konden functioneren en verhoogde het niveau van de tuin met zo'n 20 cm om een nieuwe bodem te creëren. Tegen 1891 prees de Franse pers de tuinen (met hun vijvers, kanalen, waterval, fonteinen, terrassen, standbeelden en prachtige haagbeuken) als volledig hersteld in hun oorspronkelijke staat.
Lainé werkte voor andere klanten in Frankrijk: vanaf 1881 tekende hij de gronden van het Château d'Armainvilliers uit voor Edmond de Rothschild. De familie herinnerde zich het park als "bijzonder impressionant en een grote luxe". Hij ontwierp ook de tuinen van baron Eugène Roger in La Triboulette (Vouzeron, 1887).

## Belgische projecten
Vanaf 1889 werkte Lainé voor Léopold II op aanbeveling van Ferdinand de Rothschild. Hij ontwierp onder meer:
- de neoklassieke tuinen van het Koloniënpaleis (nu het Koninklijk Museum voor Midden-Afrika) in Tervuren, ter gelegenheid van de Wereldtentoonstelling van 1897;
- het romantische Park van Woluwe;
- het Park van Vorst en het Dudenpark;
- het domein van het Château Royal d'Ardenne;
- de koninklijke domeinen van Ciergnon en Villers-sur-Lesse.

Hij produceerde ook een masterplan voor Oostende en ontwierp er het zomerverblijf van de koning, net zoals de tuinen van zijn talrijke villa's in het zuiden van Frankrijk. Zijn laatste project was in 1905 voor het Park van Jenneret in de Ardennen, een landgoed van baron Paul de Favereau.

## Nalatenschap
Een necrologie omschreef Lainé als "de beroemde Parijse landschapsarchitect". Veel van zijn projecten bestaan nog honderd jaar na zijn dood, maar van de plannen is weinig bewaard. In het begin van de 21e eeuw raakte zijn naam verward met die van architect Emile Lainé (1863-1930) uit de Vendée, die daardoor verkeerdelijk veel krediet opstreek voor Elie Lainé's werk in Brussel.
In Vorst is het Lainésquare aan de voet van het Dudenpark naar hem vernoemd.

## Galerij

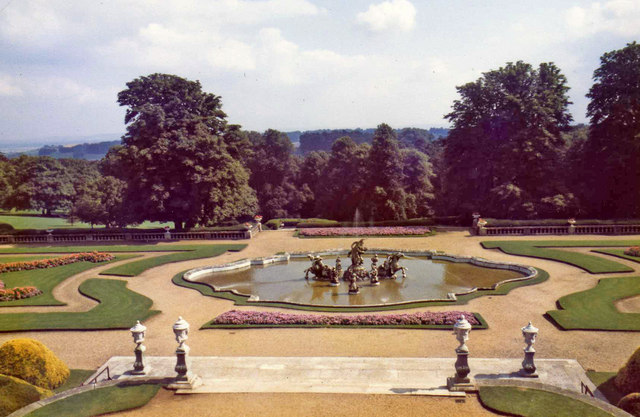
Waddesdon Manor
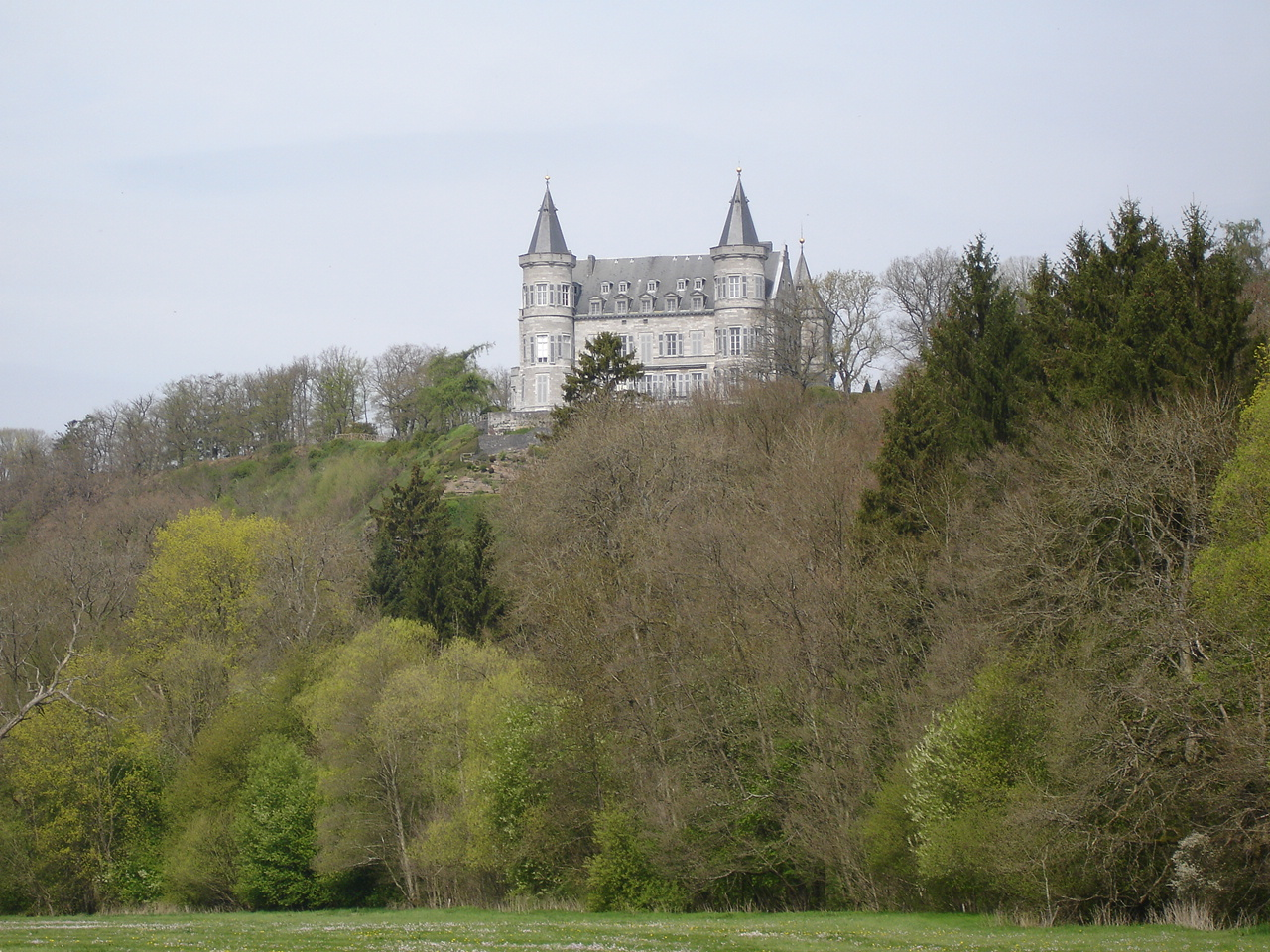
Kasteel van Ciergnon
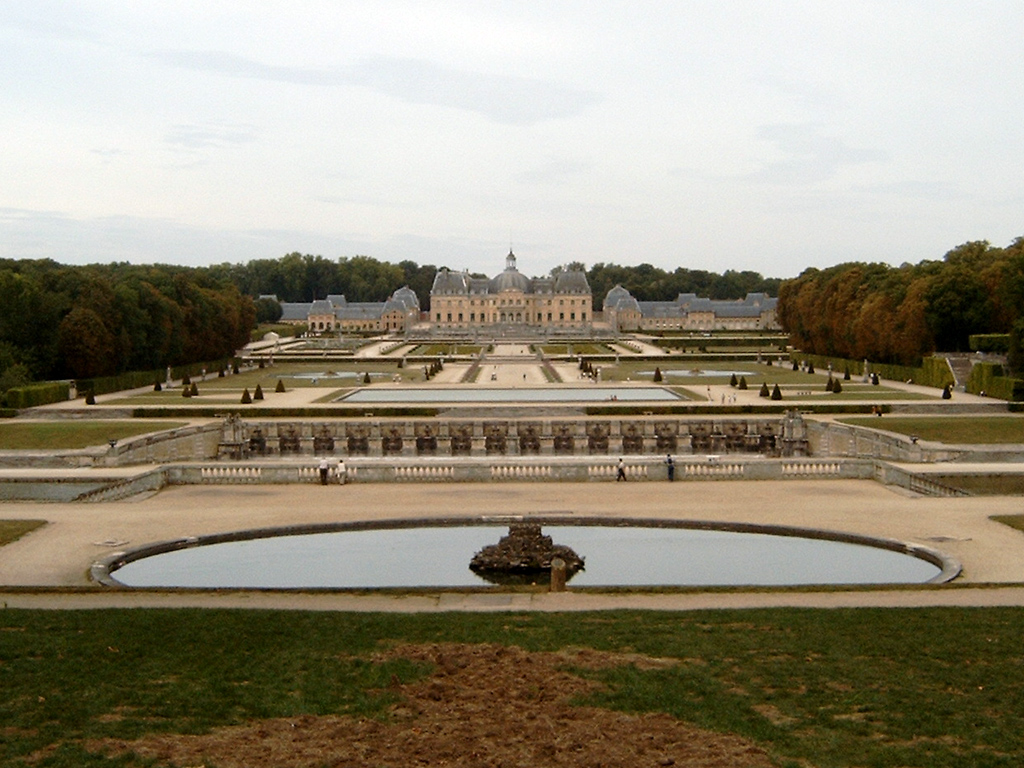
Vaux le Vicomte
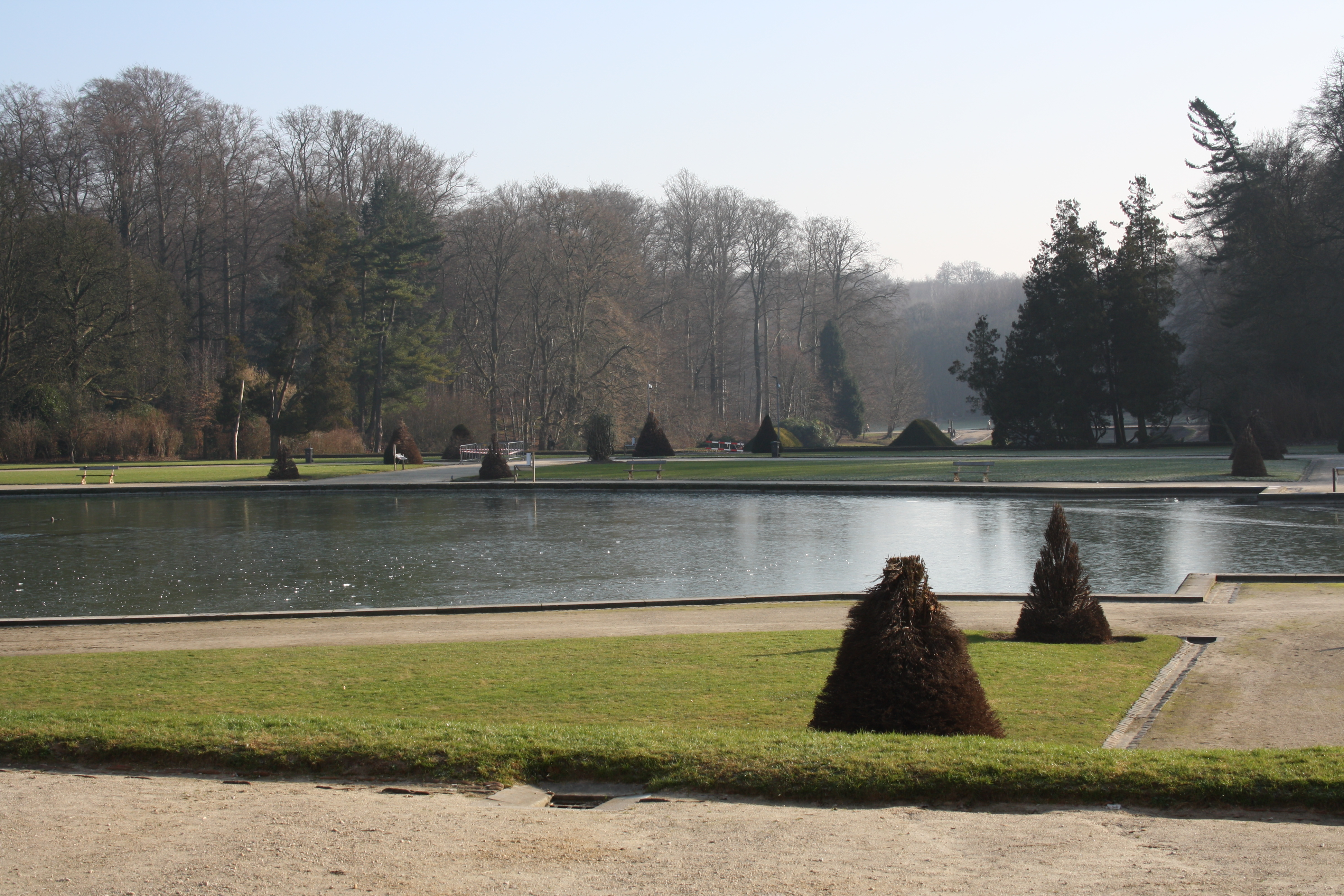
Tervuren
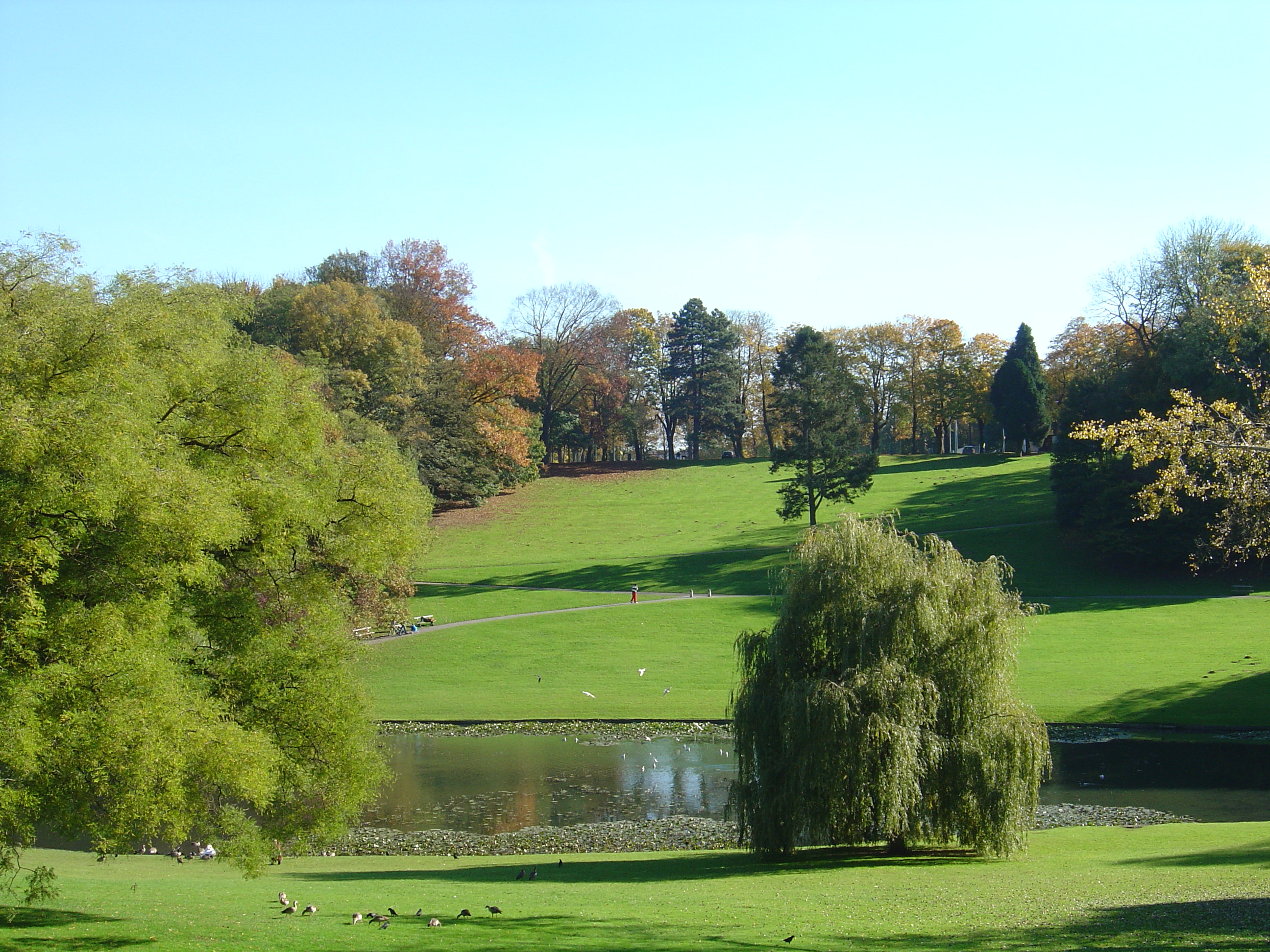
Park van Woluwe
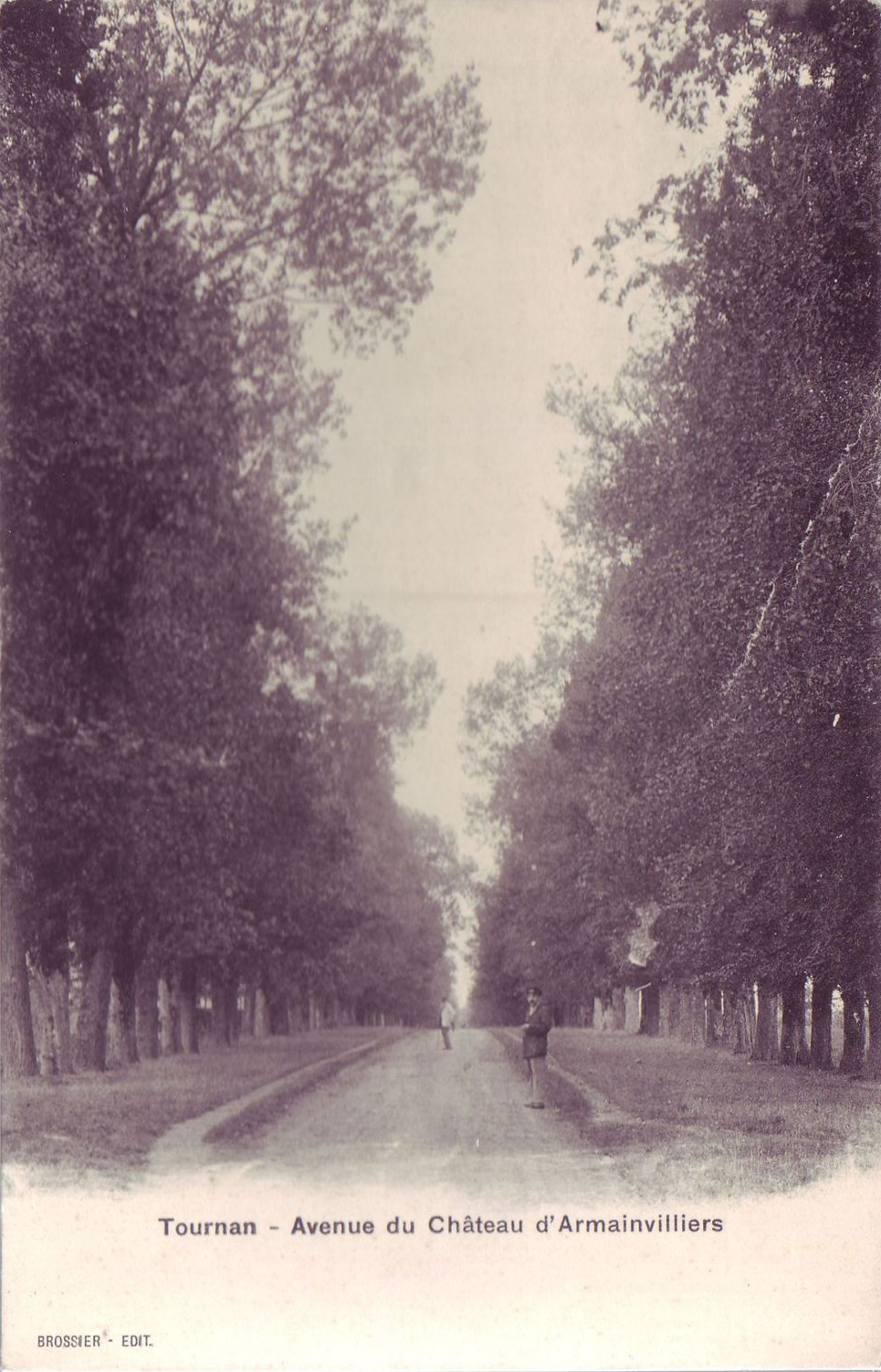
Kasteellaan van Armainvilliers
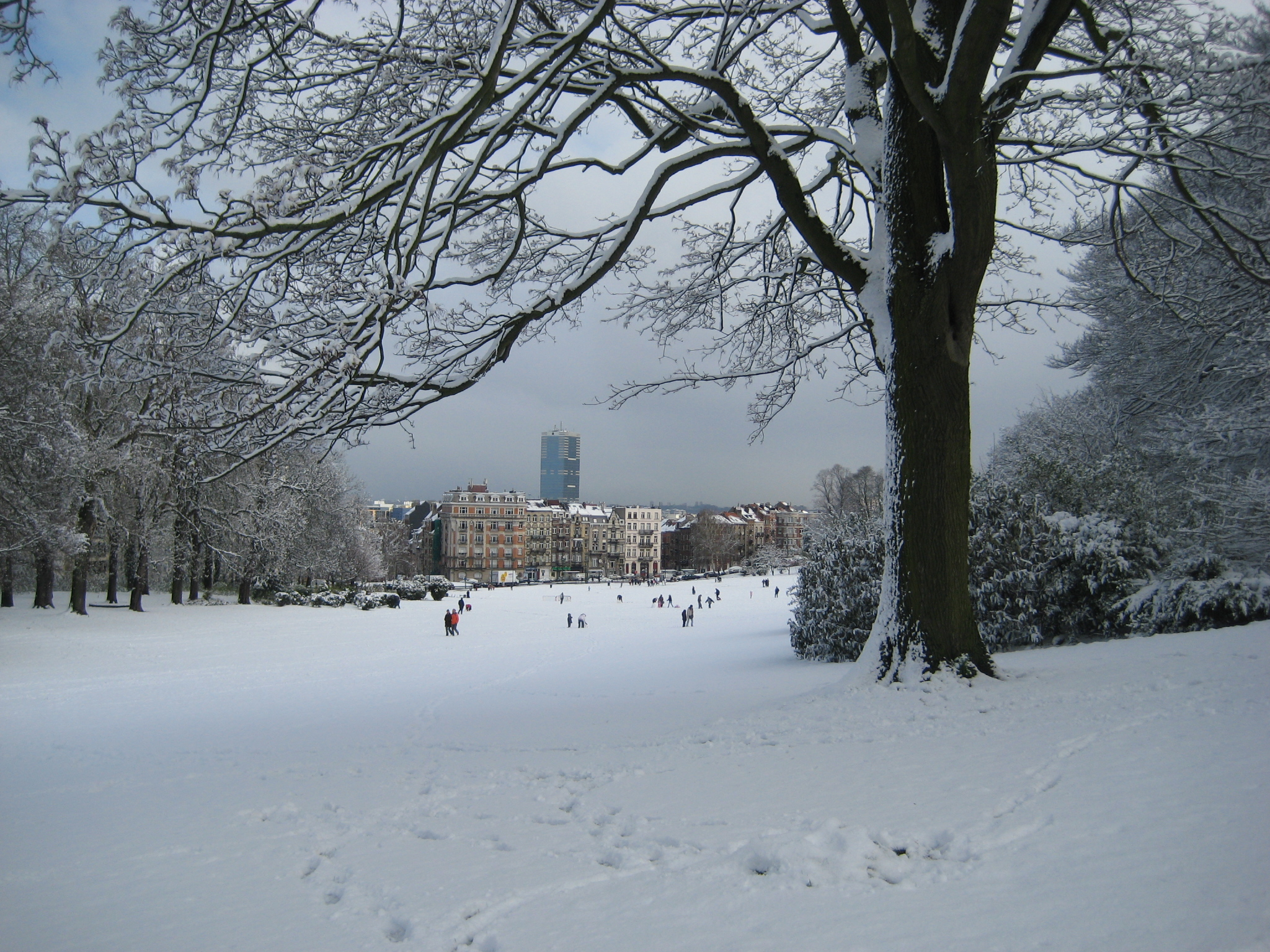
Park van Vorst
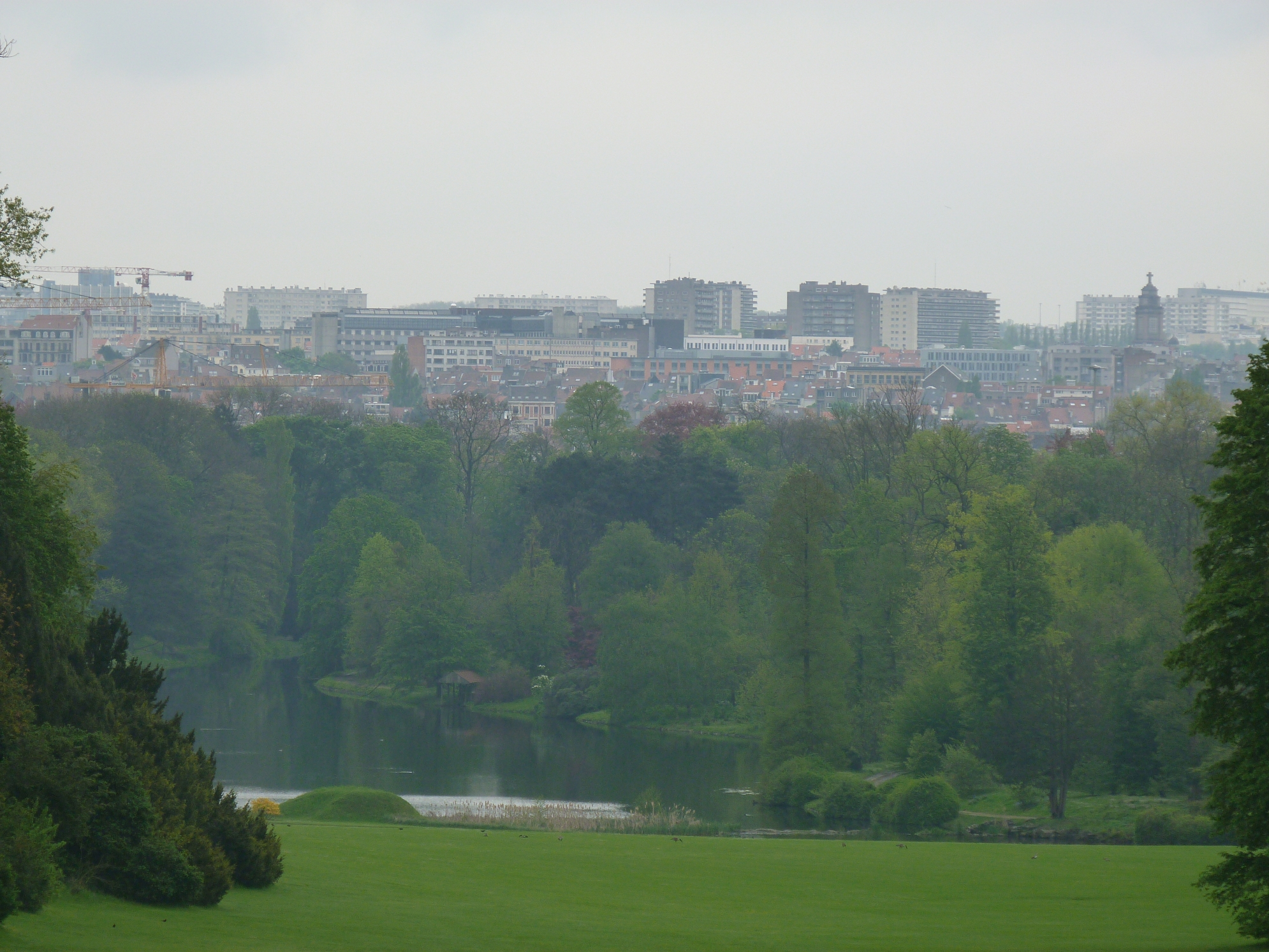
Koninklijk domein van Laken
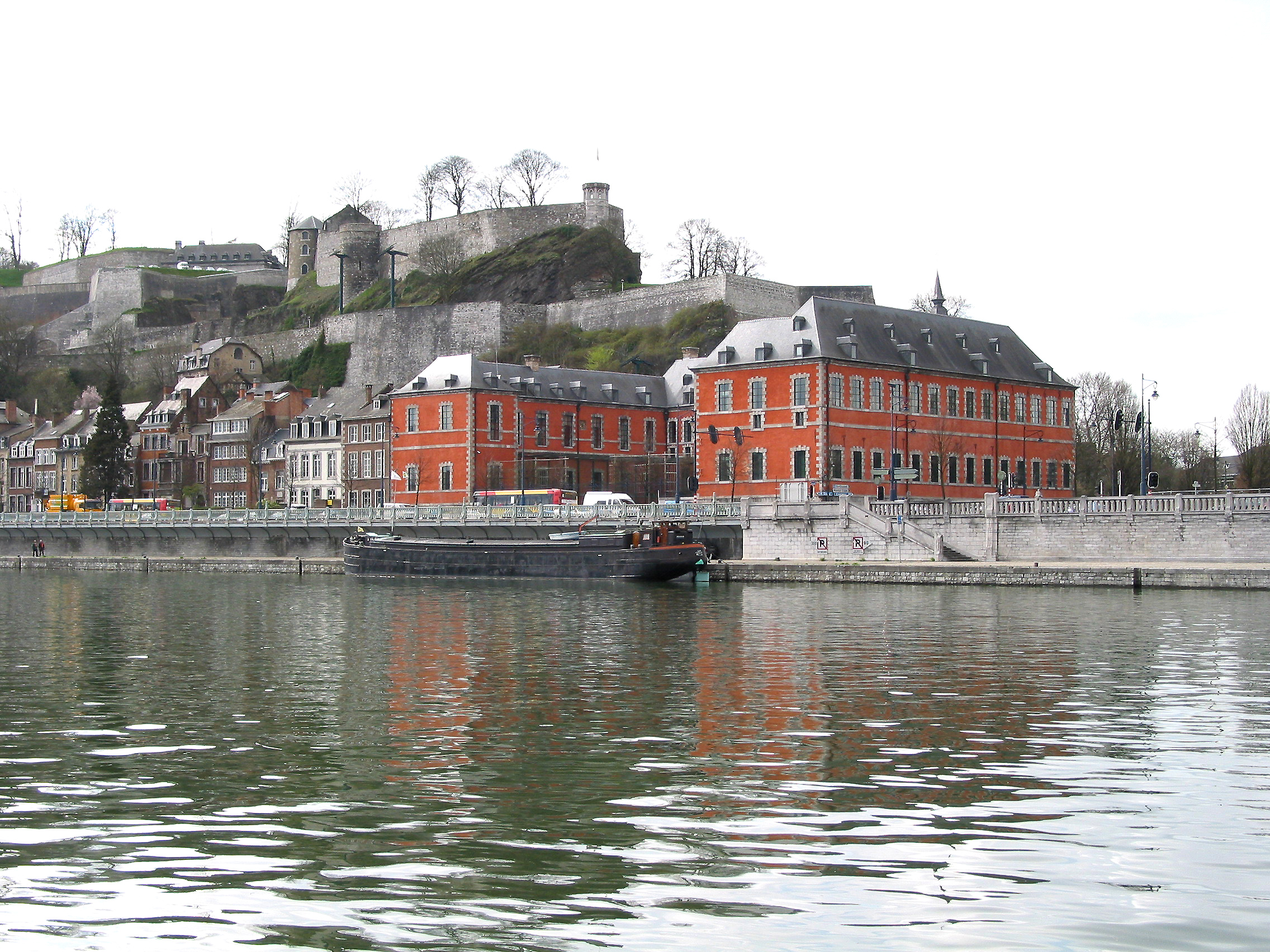
Wegen bij de Citadel van Namen
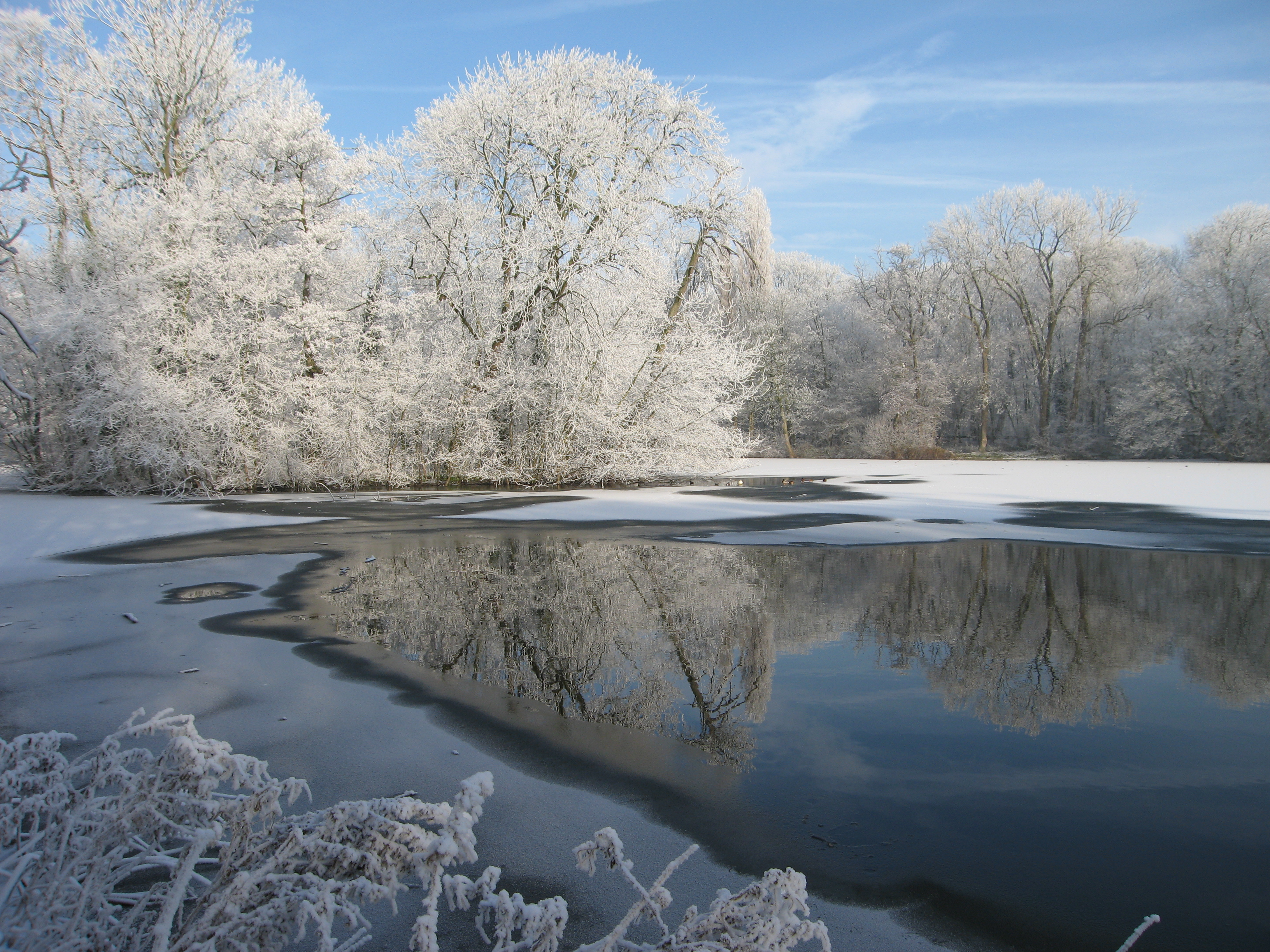
Maria Hendrikapark, Oostende